# Nyassacris
Nyassacris is een geslacht van rechtvleugeligen uit de familie Lentulidae. De wetenschappelijke naam van dit geslacht is voor het eerst geldig gepubliceerd in 1929 door Ramme.

## Soorten
Het geslacht Nyassacris  is monotypisch en omvat slechts de volgende soort:
- Nyassacris uvarovi (Ramme, 1929)